# Горюнов, Евгений Владимирович
Евге́ний Влади́мирович Горюно́в (род. 3 января 1963, Ярославль) — российский политический деятель, депутат Государственной думы второго созыва.

## Биография
Окончил Ярославский государственный медицинский институт (ЯГМИ) в 1986 г., ординатуру ЯГМИ, врач-офтальмолог.
В декабре 1995 г. был избран в Государственную Думу РФ второго созыва по федеральному списку избирательного объединения "Всероссийское общественно-политическое движение «Наш дом — Россия», был членом Комитета Г Д по охране здоровья, председателем подкомитета по законодательным основам медицинского страхования, реализации Федерального закона «О медицинском страховании граждан в РСФСР» и контролю за внебюджетными медицинскими фондами.
В декабре 1999 г. баллотировался на выборах в Государственную Думу РФ третьего созыва по одномандатному избирательному округу № 189 и по партийному списку движения «Наш дом — Россия». В одномандатном округе набрал 6,34 % (7 место из 17 кандидатов). Движение НДР набрало менее двух процентов и в Думу не прошло.
В декабре 2003 года баллотировался по одномандатному избирательному округу № 189 на выборах в Государственную Думу РФ четвёртого созыва. Набрал 1,97 % (7 место из 8 кандидатов).